# Río Quibú
Río Quibú är ett vattendrag i Kuba.   Det ligger i provinsen Havanna, i den västra delen av landet, 9 km sydväst om huvudstaden Havanna.